# 罗讷河畔卢瓦尔
罗讷河畔卢瓦尔（法語：Loire-sur-Rhône，法語發音：[lwaʁ syʁ ʁon]）是法国罗讷省的一个市镇，属于里昂区。

## 地理
罗讷河畔卢瓦尔（45°33'38"N, 4°48'22"E）面积16.6 平方千米，位于法国奥弗涅-罗讷-阿尔卑斯大区罗讷省，该省份为法国中东部省份，北起顺时针与索恩-卢瓦尔省、安省、里昂大都会、伊泽尔省和卢瓦尔省接壤。
与罗讷河畔卢瓦尔接壤的市镇（或旧市镇、城区）包括：罗讷河畔沙斯、昂皮、罗讷河畔圣西尔、圣罗曼昂加勒、塞叙埃勒、埃沙拉、日沃尔。

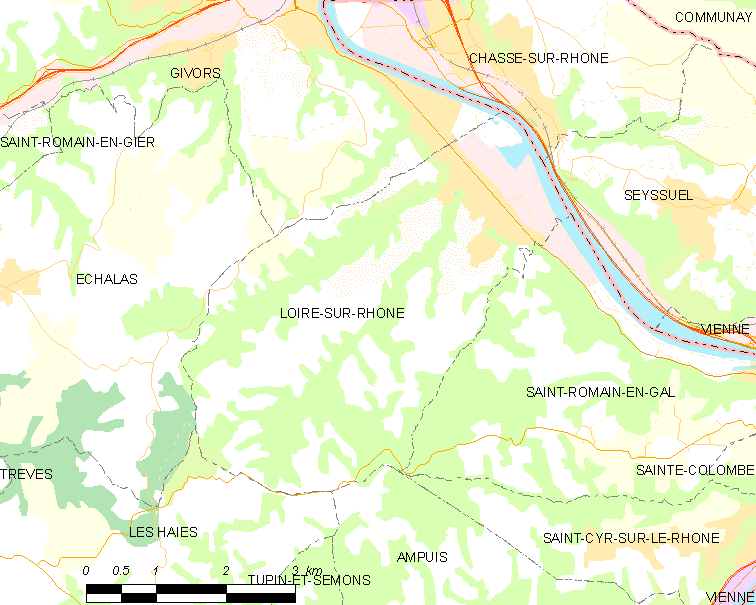
罗讷河畔卢瓦尔的OSM定位图

罗讷河畔卢瓦尔的时区为UTC+01:00、UTC+02:00（夏令时）。

## 行政
罗讷河畔卢瓦尔的邮政编码为69700，INSEE市镇编码为69118。

## 政治
罗讷河畔卢瓦尔所属的省级选区为莫尔南县。

## 人口

1962-2008年间罗讷河畔卢瓦尔人口变化图示

罗讷河畔卢瓦尔于2022年1月1日时的人口数量为2736人。